# Oberonia semifimbriata
Oberonia semifimbriata är en orkidéart som beskrevs av Johannes Jacobus Smith. Oberonia semifimbriata ingår i släktet Oberonia och familjen orkidéer. Inga underarter finns listade i Catalogue of Life.